# Vinhomes
Vinhomes là nhà phát triển bất động sản thương mại lớn nhất Việt Nam. Được thành lập như một công ty con của Vingroup, công ty đã được tách ra vào năm 2018 và 10% cổ phần được bán trong một đợt IPO. Sau ngày giao dịch đầu tiên, Vinhomes đã trở thành công ty đại chúng lớn thứ hai tại Việt Nam sau công ty mẹ Vingroup.
Vinhomes phát triển bất động sản tại 40 thành phố trên khắp Việt Nam và sở hữu 16.000 ha (62 sq mi) đất tại Việt Nam. Công ty cũng là một trong những chủ sở hữu của tòa nhà cao nhất Việt Nam, Landmark 81.

## Quyền sở hữu
Các cổ đông lớn của Vinhomes bao gồm:
- Vingroup (66,6%)[4]
- GIC (5,74%)
- Quỹ KKR Viking Asia Holdings II (4,6%)[4]

## Một số dự án của Vinhomes
Tính đến ngày 4 tháng 6 năm 2024, có 49 khu đô thị (VinHomes, VinCom) trải dài từ bắc vào nam
| Địa Phương            | Tên dự án               | Vị trí                                               | Quy mô  | Ghi chú |
| --------------------- | ----------------------- | ---------------------------------------------------- | ------- | ------- |
| Thành phố Hồ Chí Minh | Vinhomes Grand Park     | Phường Long Bình và Long Thạnh Mỹ, thành phố Thủ Đức | 271 ha  |         |
| Thành phố Hồ Chí Minh | Vinhomes Lotus          | Khu Đô Thị Mới Thủ Thiêm                             | 20 ha   |         |
| Thành phố Hồ Chí Minh | Vinhomes Green Paradise | Xã Long Hòa, Huyện Cần Giờ                           | 2870 ha |         |
| Hà Nội                | Vinhomes Times City     | Quận Hai Bà Trưng, Quận Hoàng Mai                    | 36 ha   |         |
| Thành phố Hồ Chí Minh | Vinhomes Long Beach     | Xã Long Hòa, huyện Cần Giờ                           | 2870 ha |         |
| Hà Nội                | Vinhomes Ocean Park     | Đa Tốn, Gia Lâm, Hà Nội                              | 420 ha  |         |
| Hà Nội                | Vinhomes Smart City     | Tây Mỗ, Nam Từ Liêm, Hà Nội                          | 280 ha  |         |

## Dư luận xã hội
Theo BBC, khu đô thị du lịch lấn biển Cần Giờ là một đại dự án của tập đoàn Vingroup nhưng đối mặt với phản đối của một số nhà hoạt động. Bản kiến nghị được nhiều trí thức ký tên cho rằng dự án của tập đoàn bất động sản lớn nhất Việt Nam chứa đựng nguy cơ gây tác động xấu lên rừng ngập mặn Cần Giờ, đồng thời có những ảnh hưởng tiêu cực khác lên khu vực đô thị TP HCM lẫn Đồng bằng sông Cửu Long . Nhiều trí thức đã ký tên trong bản kiến nghị này có thể kể đến như nhà văn Nguyên Ngọc, chuyên gia kinh tế Phạm Chi Lan, GS Ngô Bảo Châu, TS. KTS Ngô Viết Nam Sơn, KTS Sơn Đặng; Chuyên gia biến đổi khí hậu - TS Nguyễn Ngọc Huy, bác sĩ - PGS.TS, đại biểu Quốc Hội Nguyễn Lân Hiếu,...

Theo Đài Á Châu Tự Do, hôm 16/2/2022, trong nhóm cư dân Vinhomes có một bài chia sẻ thu hút gần 2 ngàn lượt đồng tình. Người viết nói đến việc hầm giữ xe của Vinhomes đang được chủ đầu tư khai thác và thu lợi gian lận từ nhiều năm nay, trong khi nó phải được giao cho chính các chủ sở hữu căn hộ .
Dưới bài viết, hàng trăm bình luận để lại phàn nàn hầm xe dơ bẩn, tối tăm. Có những khu vực trồng cây bên ngoài khu nhà hồi trước được chăm sóc đẹp đẽ nhưng giờ rác bẩn vương vãi, cư dân phản ánh nhiều lần nhưng cũng không được giải quyết.

Tại Vinhomes Central Park, trước giờ đã có nhiều phản ánh về chất lượng không tốt của căn hộ. Ví dụ tường và sàn/ trần mỏng, cách âm không tốt như quảng cáo khi bán hàng, nứt sơn, kính từ tháp Landmark thỉnh thoảng nổ vỡ rơi tự do xuống dưới… 
Đài VOA có một đoạn đăng phỏng vấn cảm nghĩ của cư dân Vinhomes về an toàn phòng cháy chữa cháy như sau
Hồi đầu tháng 8, khi được bạn bè hỏi thăm về Vinhome Tân Cảng, Hà Nhật Tân – một Kiến trúc sư và là giảng viên Đại học Hoa Sen, bảo rằng anh đã quá ngán ngẩm khi phải nghe những câu hỏi tương tự nên chỉ muốn trả lời một lần về… chuyện sinh tử. Đó là do tính toán “hết sức” chu đáo của chủ đầu tư và kiến trúc sư nên khi bị cháy, những khối nhà cao, quá gần nhau sẽ tạo ra các “hành lang lửa”. Do vận tốc gió tại cạnh của các khối nhà luôn cao (từ 120% đến 160%), cộng với yếu tố khoảng trống giữa các khối nhà (hành lang) hẹp nên vận tốc gió có thể tăng hơn 200%, bởi nhiệt độ gia tăng khi xảy ra hỏa hoạn, kèm với độ thoáng của mặt sông Sài Gòn, tốc độ gió ở các hành lang sẽ tăng không dưới 400%, thậm chí có thể đạt hơn 1000% ở cuối hành lang. Lúc ấy, khoảng trống giữa các khối nhà sẽ giống như một hệ thống ống bễ khổng lồ, thổi lửa và khí độc đi với vận tốc cuồng phong. Lửa sẽ loang nhanh và rộng với sự hỗ trợ của thần gió, chỉ có phép lạ mới cứu nổi .

## Tham gia xây dựng nhà ở xã hội
Trong ĐHCĐ thường niên của Vinhomes năm 2022, ông Phạm Thiếu Hoa - Chủ tịch HĐQT Vinhomes cho biết, trong 5 năm tới doanh nghiệp này sẽ tập trung xây dựng khoảng 500.000 căn nhà ở xã hội tại khu vực vùng ven những đô thị lớn như: TP.HCM, Hà Nội, Hải Phòng, Quảng Ninh… 

## Liên quan đến chính quyền
Một số quan chức của chính quyền Việt Nam được báo chí đăng tin là sở hữu những nhà ở có vị trí "đắc địa" tại các khu đô thị Vinhomes:
- Căn nhà của ông Lê Đình Sơn, nguyên Uỷ viên Trung ương Đảng, nguyên Bí thư Tỉnh ủy, nguyên Chủ tịch HĐND tỉnh Hà Tĩnh - tọa lạc ở khu vực trung tâm Khu đô thị Vinhome Hà Tĩnh (phường Hà Huy Tập, TP Hà Tĩnh) [13]
- Ông Chu Ngọc Anh, cựu chủ tịch TP Hà Nội: theo báo Dân Trí, căn biệt thự của gia đình ông này nằm trong Khu đô thị Vinhomes Gardenia (quận Nam Từ Liêm, Hà Nội). Giới buôn bán bất động sản ước tính giá trị căn biệt thự hiện nay vào khoảng 80-100 tỷ đồng [14].
- Ông Nguyễn Hòa Bình,  Chánh án Tòa án nhân dân tối cao, cư trú tại đường Bằng Lăng, khu đô thị Vinhomes, quận Long Biên, thành phố Hà Nội [15]

## Công Việc Kinh Doanh
Theo tóm tắt kết quả kinh doanh của Vinhomes, Q1 2022, doanh thu của Vinhomes là 11.3 ngàn tỷ đồng, lãi suất sau thuế là 4.5 ngàn tỷ đồng . Theo tỷ giá USD vào thời điểm đầu năm 2022, con số lãi suất này tương đương với khoảng 193 triệu đô la Mỹ.